# Ștefan Iovan
Stefan Iovan (né le 23 août 1960 à Moțăței) est un footballeur international roumain, qui jouait au poste d'arrière droit.

## Carrière
- 1977-1978 :  FCM Reșița
- 1978-1979 :  Luceafărul Bucarest
- 1979-1980 :  FCM Reșița
- 1980-1991 :  Steaua Bucarest
- 1991-1992 :  Brighton & Hove Albion
- 1992-1993 :  Steaua Bucarest
- 1993-1995 :  Rapid Bucarest
- 1996-1997 :  FCM Reșița

## Palmarès

### En équipe nationale
- 35 sélections et 3 buts avec l'équipe de Roumanie entre 1983 et 1990[2].

### Avec le Steaua Bucarest
- Vainqueur de la Ligue des champions de l'UEFA en 1986.
- Vainqueur de la Supercoupe de l'UEFA en 1986.
- Champion de Roumanie en 1985, 1986, 1987,  1988, 1989 et 1993.
- Vainqueur de la Coupe de Roumanie en 1985, 1987 et 1989.

### Avec le Rapid Bucarest
- Finaliste de la Coupe de Roumanie en 1995.